# تدی اشتون
تدی اشتون (انگلیسی: Teddy Ashton; ۱۹ ژانویهٔ ۱۹۰۶ – 1978 (aged 72)) بازیکن فوتبال اهل بریتانیا بود.
از باشگاه‌هایی که در آن بازی کرده‌است می‌توان به باشگاه فوتبال بارنزلی، باشگاه فوتبال کارلایل یونایتد، و باشگاه فوتبال شفیلد یونایتد اشاره کرد.